# 埃尔皮诺
埃尔皮诺，是西班牙加利西亚自治区拉科鲁尼亚省的一个市镇。总面积132km², 总人口4868人（2001年），人口密度37人/km²。